# JTEKT
JTEKT Corporation TYO: 6473.T Archiviato il 4 marzo 2016 in Internet Archive. è una società giapponese creata nel gennaio 2006 dalla fusione di Koyo Seiko Co. e Toyoda Machine Works.
Toyoda Machine Works, ora riferisce a Toyoda Machinery USA con sede a Arlington Heights, IL e la divisione prodotti automotive opera a Wixom, MI.

## Aree di prodotto
- Cuscinetti (KOYO)
- Componenti Driveline (JTEKT)
- Macchine utensili (TOYODA)
- Sterzi (JTEKT)

## JTEKT Nord America
JTEKT North America è una entità legale separata con a capo il COO Ken Hopkins che riporta al CEO. Ci sono diverse sedi operative negli USA, Canada e Messico.
Nel 2009, JTEKT NA compra la produzione di cuscinetti a rullini (automotive) dalla Timken. La produzione di cuscinetti a rullini era parte Torrington Company che fu comprata da Timken nel 2003. JTEKT acquisì cinque stabilimenti e un centro ricerca e sviluppo in nord America e altri otto stabilimenti nel mondo.
Sedi
- JTEKT - A-TEC a Plymouth, MI
- Koyo - Industrial Sales a Westlake e Automotive a Greenville, SC
- Toyoda Machinery a Arlington Heights, IL

Centri tecnici
- JTEKT - A-TEC a Plymouth, MI
- Koyo - GTC a Greenville, SC
- Toyoda - Northeast Tech Center a Shrewsbury, MA e Upper Midwest Tech Center a New Brighton, MN

Stabilimenti
- JATM - Steering Plant a Morristown, TN
- JATV - Steering Plant a Vonore, TN
- JATX - Steering Plant a Ennis, TX
- JASC - Driveline Plant a Piedmont, SC
- Koyo Washington - Taper Roller Bearing Plant a Telford, TN
- Koyo Richland - Wheel Hub Bearing Plant a Blythewood, SC
- Koyo Orangeburg - Double Angular Contact Bearing a Orangeburg, SC
- Walhalla (Classic Torrington) - Thrust Bearing Plant a Walhalla, SC
- Cairo (Classic Torrington) - Bearings a Cairo, GA
- Sylvania (Classic Torrington) - Drawn Cup Bearings a Sylvania, GA
- Dahlonega (Classic Torrington) - Loose Needle Rollers a Dahlonega, GA
- Bedford (Classic Torrington) - Planet Shafts a Bedford, Québec